# Polibutadienos líquidos hidroxilados
O Polibutadieno Líquido com Terminação Hidroxílica (PBLH), é obtido pela polimerização do butadieno, iniciada pelo peróxido de hidrogênio, utilizando 
um álcool como diluente. Diversos polióis com estrutura hidrocarbônica são encontrados atualmente no mercado. A principal vantagem destes polióis é a alta 
resistência à hidrólise, ácidos e bases, dos poliuretanos (PU’s) com eles preparados. Os PU’s feitos com polióis com estrutura hidrocarbônica saturada têm 
elevada resistência à temperatura e são usados em encapsulamento de componentes eletrônicos na industria automotiva. Dentre os diversos polióis com estrutura 
hidrocarbônica podemos citar o polibutadieno líquido com terminação hidroxílica (PBLH).

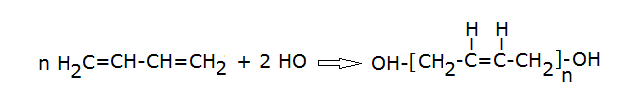
Polimerização do Butadieno

## Usos

Um foguete GSLV.

O PBLH, é usado em vários foguetes de combustível sólido para juntar o combustível com o oxidante numa massa sólida homogênea. Combinado com o N2O (óxido nitroso) como oxidante, ele é usado para impulsionar o foguete híbrido SpaceShipOne, desenvolvido pela SpaceDev.
Ele é usado em alguns dos estágios do foguete lançador de satélites japonês M-5. A JAXA, identifica o combustível como: "PBLH/AP/Al=12/68/20", que significa proporções por massa, PBLH 12% (adesivo e combustível), Perclorato de amônio 68% (oxidante) e pó de Alumínio 20% (combustível).
Outros exemplos são os foguetes Ariane 6 e o indiano GSLV, nos quais os primeiros estágios também usam o PBLH.